# Adolphe Sax
Pour les articles homonymes, voir Sax.
Antoine-Joseph Sax, mieux connu sous le nom d'Adolphe Sax, né le 6 novembre 1814 à Dinant, en province de Namur, peu après rattachée au royaume uni des Pays-Bas (dans l'actuelle Belgique), et mort le 7 février 1894 à Paris 9e à l'âge de 79 ans, est un facteur d'instruments de musique belge, surtout connu pour avoir inventé le saxophone et le saxhorn.
Son père, Charles-Joseph Sax (1er février 1790 – 4 avril 1865), est déjà lui-même un facteur d'instruments qui a apporté différentes modifications au cor de chasse.

## Biographie
Aîné de onze enfants, Adolphe Sax est le seul né à Dinant, ses parents s'installant à Bruxelles dès 1815. Il commence à fabriquer ses propres instruments très jeune, en présentant deux flûtes et une clarinette à un concours dès l'âge de 15 ans. Il étudie ensuite ces deux instruments à l'École Royale de chant de Bruxelles. Il devient un maître de la clarinette à tel point qu'il est interdit de concours dans son pays.
Après avoir quitté l'école, Sax commence à expérimenter de nouveaux types d'instruments, pendant que son père continue à produire des instruments conventionnels afin de subsister.
Les premières inventions importantes d'Adolphe Sax concernent la clarinette. Dès 1835, Sax propose une clarinette à 24 clés, puis dépose une demande de brevet sur une amélioration de la clarinette basse en 1838. Il dépose une autre demande de brevet deux ans plus tard sur l'extension du registre grave.
Il forme et emploie à Bruxelles pendant 12 ans le jeune Eugène Albert qui développera en son nom propre le système Albert pour les clarinettes en s'inspirant des travaux de son maître.
En 1842, il déménage à Paris et commence à travailler sur un nouvel ensemble d'instruments qui y seront présentés en 1844. Il y a des bugles à touches et, bien qu'il n'ait pas inventé l'instrument lui-même, ses exemplaires sont tellement supérieurs à ceux de ses rivaux qu'ils commencent à être connus sous le nom de cors de Sax ou saxhorn. Ils sont aujourd'hui couramment utilisés dans les fanfares et les orchestres d'harmonie.
Adolphe Sax s'occupe aussi de l'invention d'un instrument qui le rendra célèbre : le saxophone. Il spécifie ses intentions dans son brevet : « On sait que, en général, les instruments à vent sont ou trop durs ou trop mous dans leurs sonorités ». Il voulut créer « un instrument qui par le caractère de sa voix pût se rapprocher des instruments à cordes, mais qui possédât plus de force et d'intensité que ces derniers » (Brevet français no 3 226 du 21 mars 1846. Les dossiers originaux des demandes de brevets déposés par Sax sont conservés à l'Institut national de la propriété industrielle (INPI)).
Son grand ami Jules Demersseman, flûtiste de renommée et compositeur fécond, compose de nombreuses pièces pour saxophone. Grâce à lui, ce nouvel instrument est mis en valeur et est peu à peu reconnu.
Hector Berlioz écrit favorablement sur ce nouvel instrument en 1842. Berlioz, en outre, compose la toute première œuvre avec saxophone, il s'agit de Chant Sacré pour sextuor à vent. L'instrument n'est breveté qu'en 1846, après que Sax a dessiné et exposé une série complète de saxophones — du saxophone soprano au saxophone baryton. Ces instruments font sa réputation et lui assurent un poste d'enseignant au conservatoire de Paris en 1857.
Il invente le tuba wagnérien en 1876, à la demande de Richard Wagner qui souhaite un instrument ayant une sonorité entre le cor et le saxhorn afin de jouer le thème de Walhalla dans sa tétralogie L'Anneau du Nibelung. Sax aurait lui-même donné le nom de tuba wagnérien à son instrument, bien que cette appellation soit peu représentative de l'instrument qui provient plutôt d'une déformation du cor que du tuba.
Sax continue par la suite à fabriquer des instruments, en même temps qu'il dirige la nouvelle classe de saxophone au conservatoire de Paris.
Il meurt en 1894 à Paris et est enterré au cimetière de Montmartre (5e division, avenue Montebello). 

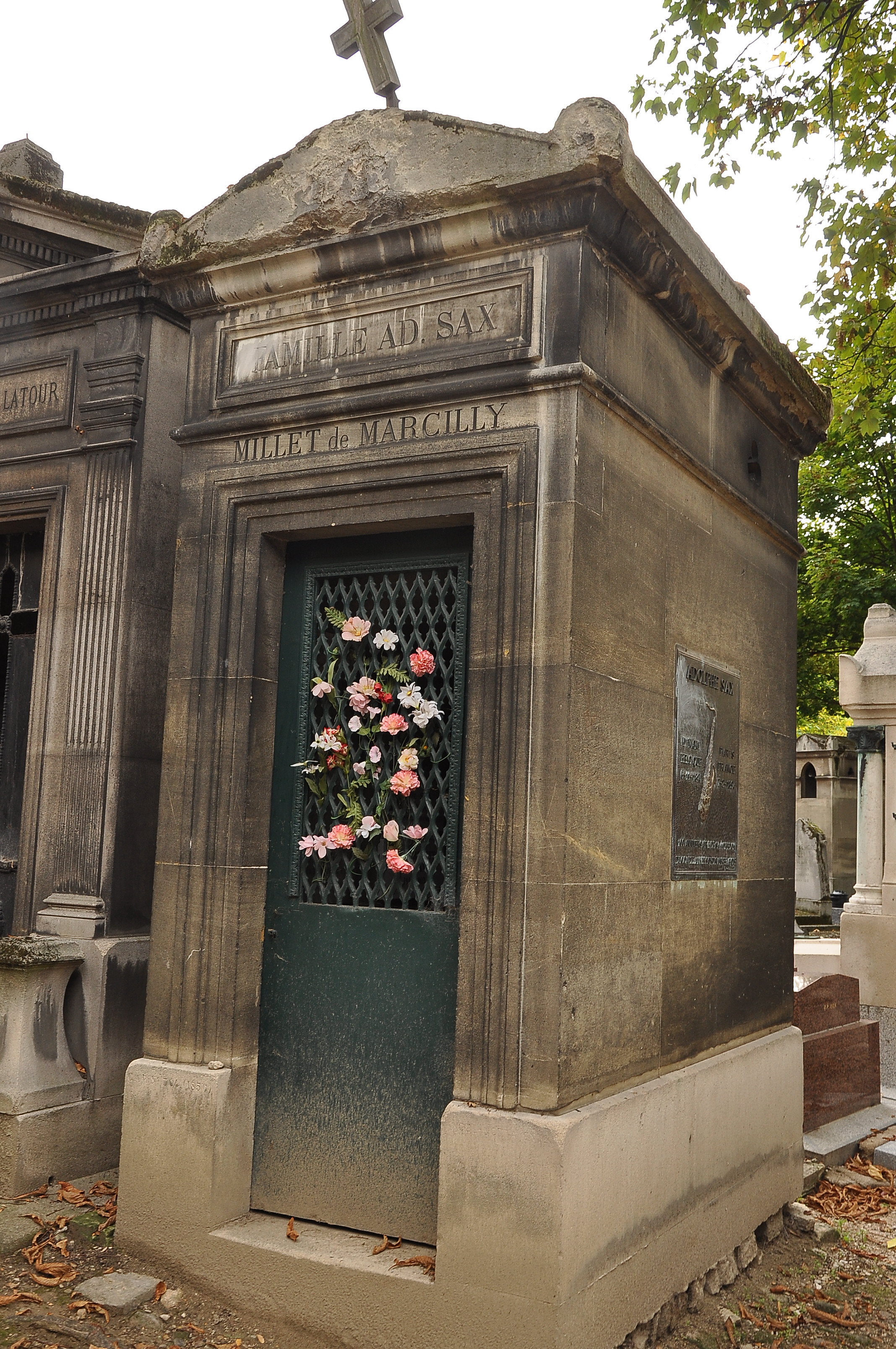
Caveau funéraire de la famille d'Adolphe Sax.

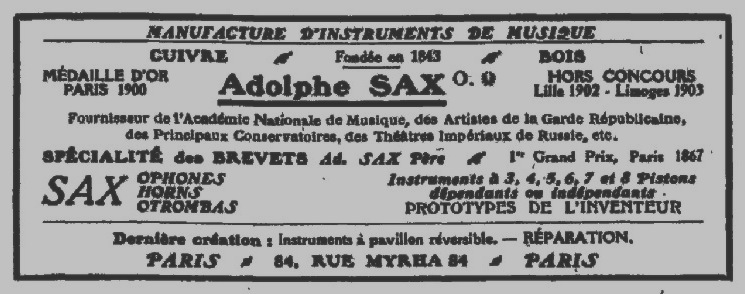
Publicité Manufacture d'instruments de musique Adolphe Sax, 84 rue Myrha, Paris.

Son fils, Adolphe-Édouard Sax (1859-1945), poursuit à Paris les affaires de son père et signe Adolphe Sax fils. Il précise également qu'il est fournisseur de l'Opéra de Paris.
Trois adresses figurent sur ses instruments : 22 rue Milton, 51 rue Blanche et 84 rue Myrha.
Les ateliers et les ouvriers de la rue Myrha sont repris en 1928 par Henri Selmer Paris. Quelques années plus tard, ils ont abandonné la marque.

## Distinctions
« M. Sax a obtenu une médaille d'argent en 1844, la croix de la Légion d'honneur en 1845, une médaille d'or en 1849, une grande médaille d'honneur, à Paris, en 1855. »

— Pierre Larousse, Grand Dictionnaire universel du XIXe siècle, 1866-1876
- 1855 : Adolphe Sax remporte la Grande Médaille d’Honneur à l’Exposition Universelle de Paris pour ses saxophones.
- 1867 : Le seul Grand Prix décerné à la facture instrumentale à l’Exposition Universelle de Paris est attribué « à M. Sax (Adolphe) pour son génie d'invention dans tous les genres d'instruments à vent, la création de la famille des Saxophones, son système uniforme et régulier de toute la famille des Saxhorns, depuis les plus aigus jusqu'aux plus graves, ses instruments perfectionnés à combinaisons de pistons et de clefs, la variété des dispositions de pavillons pour la production d'effets divers de sonorité, l'excellence de ses cornets de toutes formes et de sa clarinette basse et enfin l'invention et l'excellence de ses timbales sans chaudron ».
- Chevalier de l'ordre de la Couronne de chêne (Luxembourg)[8].

## Inventions et brevets

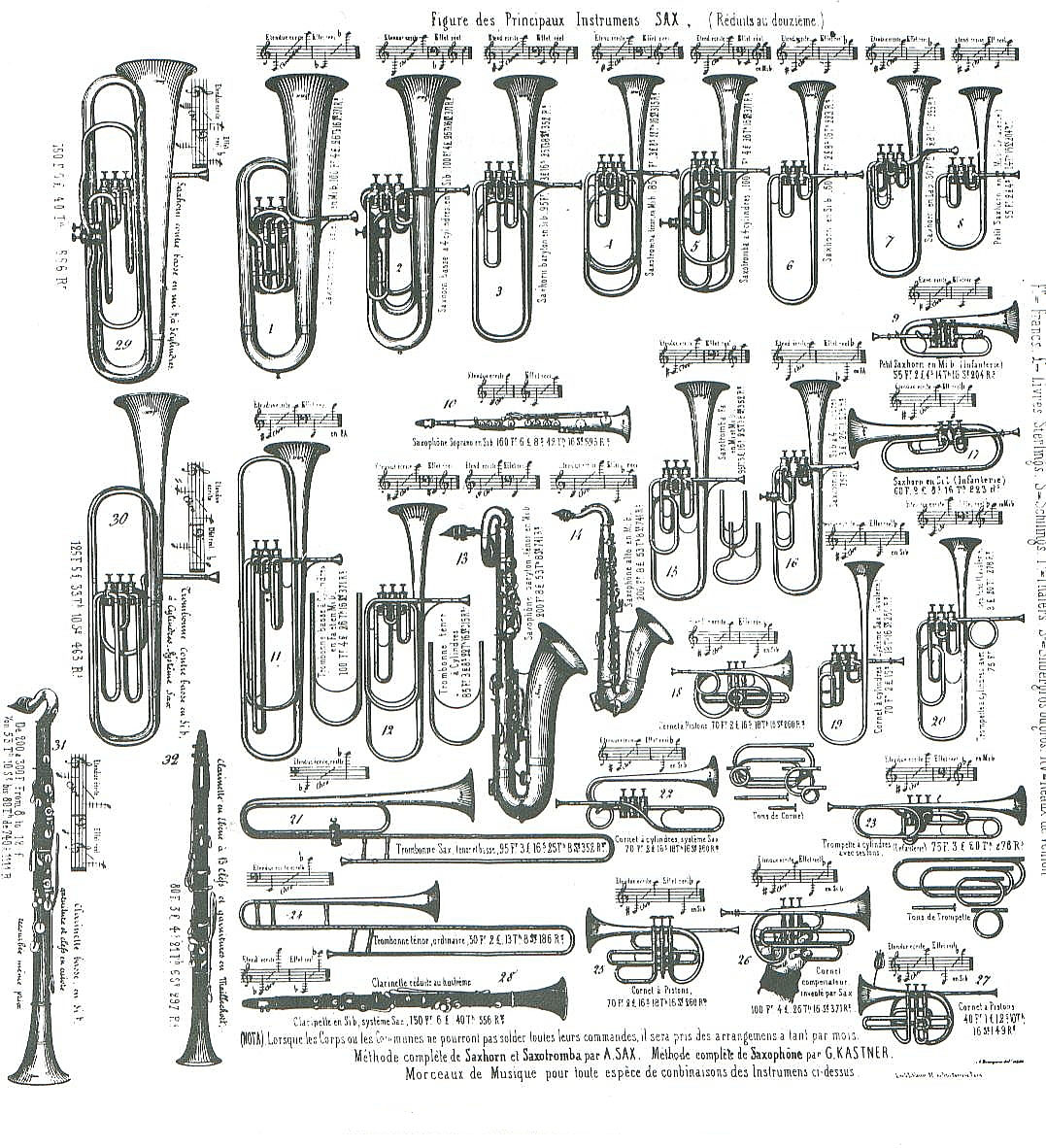
Catalogue des instruments d'Adolphe Sax.

### Saxhorns (invention)
Le 13 juin 1843, Adolphe Sax dépose une demande de brevet pour « un nouveau système d'instruments chromatiques ». Il perfectionne le bugle et la trompette et invente trois[réf. souhaitée] nouveaux instruments :
- trois modèles de bugles qui ont soit aucune, soit deux, soit trois coulisses aux cylindres sortant des pistons
- une trompette ténor en si{\displaystyle \flat }, ancêtre du saxhorn baryton
- une contrebasse d'harmonie en mi{\displaystyle \flat }
- une contrebasse d'harmonie en fa
- une trompette chromatique avec tons trompette et coulisses à ressorts

Par la suite, la famille est étendue avec six nouveaux saxhorns brevetés en 1845 :
- Saxhorn en mi{\displaystyle \flat }
- Saxhorn en la{\displaystyle \flat }
- Saxhorn en si{\displaystyle \flat }
- Saxhorn contrebasse en mi{\displaystyle \flat }
- Petit saxhorn en mi{\displaystyle \flat }
- Contralto en si{\displaystyle \flat }

### Saxotrombas (invention)
Le 13 octobre 1845, Adolphe Sax dépose une demande de brevet pour le Saxotromba, « dont la construction, au moyen de légères modifications, peut être appliquée aux Sax-horns, cornets, trompettes et trombones ». Le terme de saxotromba désigne donc selon Sax à la fois un instrument et un type d'enroulement.
D'après les plans du brevet, le saxotromba a une perce quasi cylindrique tandis que le saxhorn a une perce cylindroconique. Bien que l'instrument n'ait pas perduré, la forme oblongue de ces instruments a été conservée actuellement pour les tubas et les saxhorns.
Adolphe Sax présente en tout 8 instruments :
- saxtromba en mi{\displaystyle \flat }
- saxtromba baryton en si{\displaystyle \flat }
- six saxhorns, un cornet, une trompette et un trombone (à piston) « avec un système saxotromba » — c'est-à-dire avec une forme, plus ou moins, de baryton actuel.

### Saxophones (invention)

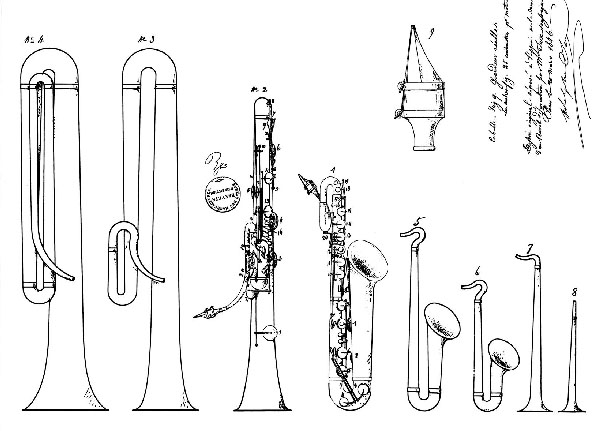
Diagramme des huit saxophones issu du brevet d'invention n°3226 d'Adolphe Sax du 21 mars 1846.

Le 21 mars 1846 à Paris, Adolphe Sax dépose une demande de brevet pour « un système d'instruments à vent, dit saxophones ». Il invente un instrument en forme de cône parabolique avec un rétrécissement au niveau du bec, ce qui lui confère des caractéristiques acoustiques inédites pour l'époque. Il y présente deux familles; l'une pour l'orchestre symphonique en ut et fa, l'autre en si bémol et mi bémol pour les orchestres militaires.

### Clairon
Le 5 mai 1849, Adolphe Sax brevette un dispositif pour les cuivres naturels, particulièrement pour le clairon. Il permet de remplacer la branche d'embouchure par un corps de rechange à piston. Le clairon devient donc un instrument chromatique, ce qui évite à l'instrumentiste de devoir porter deux instruments. En outre, ce système permet de modifier la tonalité de l'instrument selon la convenance. Ce dispositif n'a pas perduré dans le temps.

### Trombone à coulisse
Dans la meme demande de brevet, Adolphe Sax dépose un trombone et une trompette à coulisse auxquels il a rajouté un ou plusieurs pistons. C'est donc l'ancêtre du trombone complet.
Par ailleurs, cet instrument est très souvent utilisé dans les orchestres et lors des parades militaires.

### Saxtubas (invention)
Le brevet du 5 mai 1849 évoque en outre d'autres instruments, qui seront par la suite nommés saxtubas. Pourtant le brevet n'indique pas si de nouveaux instruments sont inventés ou s'il porte uniquement sur l'enroulement des instruments déjà existants comme la trompette ou le saxhorn. L'instrument couramment appelé saxtuba pourrait n'être qu'un saxhorn dont l'enroulement a été modifié.

### Basson
M. Sax juge que « le basson est l'un des instruments les plus défectueux à cause de ses mauvaises proportions et surtout à cause du mauvais placement des trous qui présente un obstacle absolu à la justesse, à la sonorité et à l'égalité des sons ». En outre, le poids, la difficulté à jouer et son inconfort le poussent à proposer un nouveau basson le 30 juin 1851.
Il conserve la longueur de l'instrument mais suggère plusieurs modifications :
- un tube en métal — en cuivre — ou possiblement en bois dur ;
- un bocal avec un diamètre de 4,5 mm à l'ouverture (diamètre rétréci par rapport à l'ancien basson) et de 10,5 mm à l'autre extrémité ;
- le corps a un diamètre de 18 mm à l'endroit du trou de ré, 23 mm à l'endroit du trou de la (diamètre plus grand que l'ancien basson), 31 mm à l'endroit du trou de ré grave et 39 mm en haut du tube du pavillon avant son évasement ;
- tous les trous de la petite branche sont ouverts à l'aide de clefs et en dessus du tube (dans le sens inverse de l'ancien basson) ;
- il déplace deux clefs : le sol et sol #.

### Clarinette contrebasse (invention)
Toujours en 1851, Adolphe Sax dépose une demande de brevet pour une clarinette contrebasse en mi{\displaystyle \flat } censée remplacer dans les harmonies la contrebasse à corde des orchestres symphoniques. L'instrument est en cuivre et se joue avec les mêmes doigtés que la clarinette basse de Sax. Pour conserver la justesse de l'instrument, le tube est plus large à l'endroit du bec et se resserre « insensiblement » jusqu'à la culasse.

### Cuivres
En 1843, Adolphe Sax invente, en plus des saxhorns, plusieurs dispositifs pour les cuivres :
- un système de coulisse à ressorts qui permet de faire des sons glissés, ancêtre du trigger ;
- suppression des angles et des courbes trop heurtées afin de « conserver aux instruments à vent leur sonorité première » ;
- des « tons de trompette que l'on adapte à l'embouchure des instruments pour changer le ton (la tonalité) ». Il ajoute des coulisses de différentes tailles afin de pallier la perte de sonorité et de justesse ;
- des coulisses mobiles maintenues par un ressort et permettant de faire des notes coulées.

En 1845, M. Sax revoit l'enroulement des instruments et invente le système saxotromba. Les formes des instruments sont étudiées afin de permettre un meilleur confort de jeu dans tous les contextes, notamment à cheval. Adolphe Sax donne ainsi une forme plus moderne aux cuivres basses et contrebasses. De plus, le système de tons pour changer la tonalité de l'instrument est généralisé à tous les modèles de saxhorn et de saxotromba. Enfin un quatrième piston est ajouté pour les instruments les plus graves.
En 1849, un nouveau type d'enroulement est breveté permettant à l'orchestre d'orienter tous les pavillons dans la même direction, en haut et vers l'avant. Bien qu'abandonnés, la forme de « conque recourbée » des saxtubas contrebasses enroulés, portés à l'épaule et avec le pavillon au-dessus de la tête fait penser aux soubassophones et aux hélicons. En outre, il invente un dispositif permettant une meilleure prise en main de l'instrument, qui n'aura lui aussi que peu de succès.

## Cinéma
- Sax-O-Phone (1966) de Jean Delire, 18 minutes[10].

## Dans la culture populaire

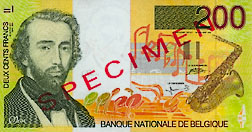
Adolphe Sax figurant sur un billet de 200 francs belges.

- Adolphe Sax a été représenté sur les billets de 200 francs belges avec son invention : un saxophone ;
- L'astéroïde (3534) Sax a été baptisé en son honneur[11] ;
- L'album Sax Pax For A Sax du compositeur Louis Thomas Hardin, connu sous le nom de Moondog et enregistré en 1994, est un hommage au centenaire de la mort d'Adolphe Sax (« A Sax »)[12] ;
- Adolphe Sax est cité dans Les Simpson (Saison 28, Episode 1) : discussion entre Lisa et Mr Burns concernant un projet de spectacle ;
- Adolphe Sax est aussi un personnage du roman jeunesse de Muriel Bloch Le Swing des Marquises ;
- Adolphe Sax est un géant folklorique de Dinant[13] créé par Les Géants de Dinant et leurs Mougneux D'Coûtches (mangeur de couque en wallon) en 2014, à l'occasion du 200e anniversaire de sa naissance ;
- Un musée (La Maison de Monsieur Sax) et un parcours touristique lui sont dédiés dans sa ville natale de Dinant.
- Un monument Adolphe Sax, œuvre du sculpteur Félix Roulin, se dresse à Dinant.

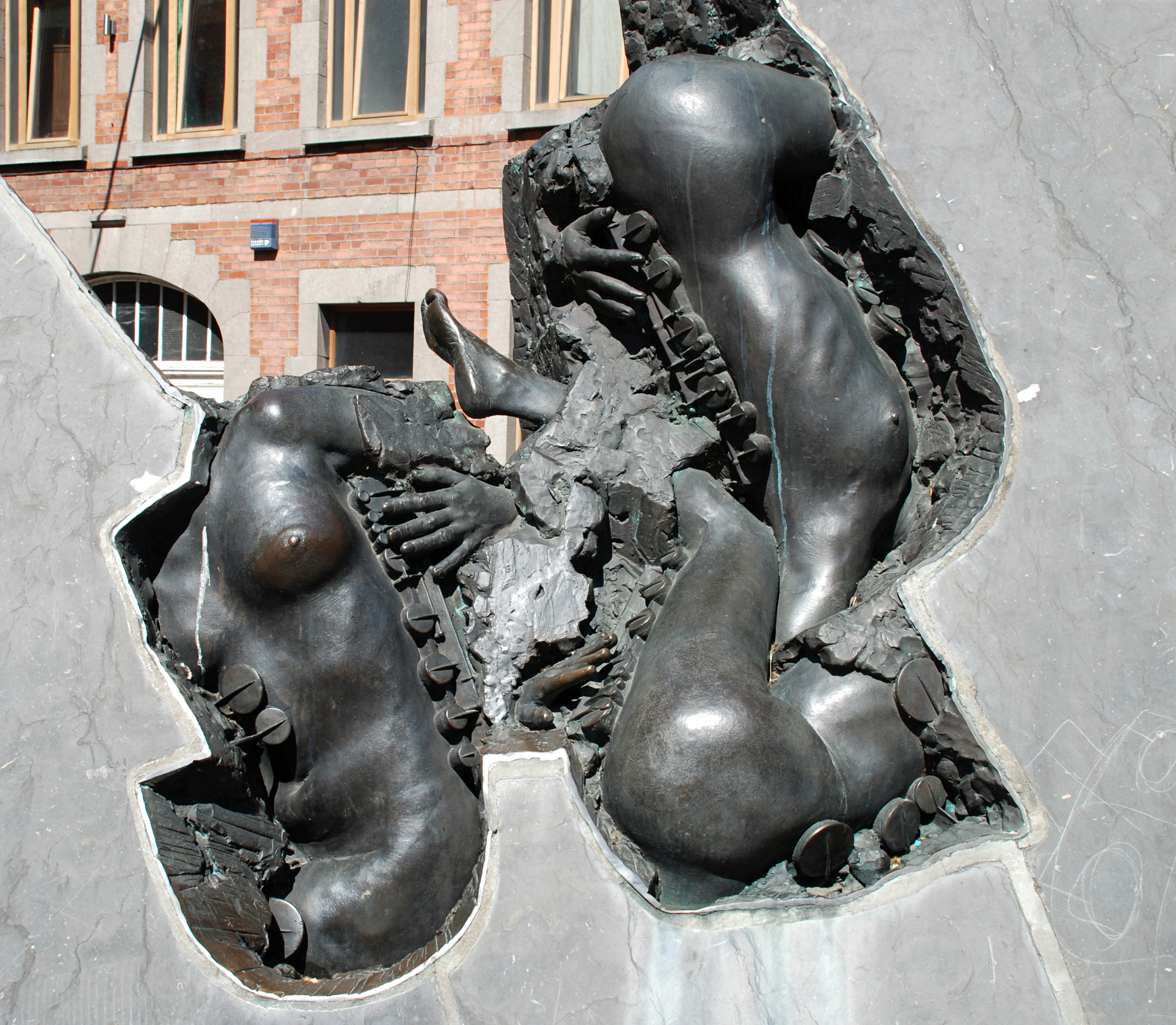
Félix Roulin, Monument Adolphe Sax, Dinant.